# Ngadirejo (Kawedanan)
Ngadirejo is een bestuurslaag in het regentschap Magetan van de provincie Oost-Java, Indonesië. Ngadirejo telt 1829 inwoners (volkstelling 2010).